# Crossocerus megacephalus
Crossocerus megacephalus är en stekelart som först beskrevs av Rossi 1790.  Crossocerus megacephalus ingår i släktet Crossocerus, och familjen Crabronidae. Arten är reproducerande i Sverige.